# 倫貝格戰役 (1918年)
倫貝格戰役發生於1918年11月1日至1919年5月22日，交戰雙方分別是西烏克蘭人民共和國和波兰第二共和国，爭奪倫貝格的控制權。最終波軍擊敗西烏軍，取得倫貝格的控制權。